# Győry Lajos (lelkész, 1848–1925)
Győry Lajos (Kisújszállás, 1848. január 19. – Kenderes, 1925. december 31.) református lelkész.

## Élete
Győry Lajos lelkipásztor és Garbóczi Julianna fia. Iskoláit szülővárosában és Debrecenben a református főiskolában végezte, ahol esküdt felügyelő, köztanító két évig és 1873-ban helyettes tanár és senior volt. 1872-ben a kisujszállási református egyháztanács tanárnak választotta a gimnázium VI. osztályába. 1882 tavaszán lelkész lett Kenderesen, majd egyházmegyei tanácsbíróvá és főjegyzővé választották meg.
Cikke a Vasárnapi Ujságban (1874. Az erdélyi székely szombatosokról). Középiskolai és egyházi tárgyú cikkeket írt a Debreczeni Protestáns Lapba, a Protestáns Egyházi és Iskolai Lapba (több név nélkül), a Zsinati Értesítőbe, melyet mint a heves-nagykunsági egyházmegye zsinati képviselője szerkesztett (az 1890-92. zsinat második ciklusáról).
Kéziratban: Kenderes története és a Heves-nagykunsági ref. egyházmegye monographiája.